# La núvia verge
La núvia verge és una tragèdia en un acte, original d'Ambrosi Carrion, estrenada al Teatre Auditòrium de Barcelona, la nit del 15 d'octubre de 1915. Aquesta tragèdia constitueix la tercera part de la trilogia La sort, conjuntament amb Epitalami i El mal traginer. Cerca amb aquesta obra reelaborar de la llegenda popular i la tradició clàssica o bíblica.

## Personatges[2]
- La Mainadera
- La Núvia
- El Marxant Jove
- El Marxant Vell
- El Cap de Colla
- La Rogeta
- Els veremadors
- Cor dels mateixos